# Siphonoglossa
- Commons
- Wikispecies

Siphonoglossa Oerst., segundo o Sistema APG II, é um gênero botânico da família Acanthaceae

## Espécies
As principais espécies são:
Siphonoglossa buchii Siphonoglossa calcaraea Siphonoglossa calcarea
Siphonoglossa canbyi Siphonoglossa dipteracantha Siphonoglossa discolor
Siphonoglossa durangensis Siphonoglossa gentianifolia Siphonoglossa glabrescens
Siphonoglossa greggii Siphonoglossa hondurensis Siphonoglossa incerta
Siphonoglossa leptantha Siphonoglossa linearifolia Siphonoglossa linifolia
Siphonoglossa longiflora Siphonoglossa macleodiae Siphonoglossa mexicana
Siphonoglossa migeodii Siphonoglossa nkandlaensis Siphonoglossa nummularia
Siphonoglossa peruviana Siphonoglossa pilosella Siphonoglossa pringlei
Siphonoglossa ramosa Siphonoglossa rubra Siphonoglossa sessilis
Siphonoglossa sulcata Siphonoglossa tubulosa